# Rui Madeira
Rui Adelino Pinto Madeira (Almada, Portugal, 1 de març de 1969), és un pilot de ral·lis portuguès. Guanyador del Campionat Mundial de Ral·lis de producció 1995.

## Trajectòria
Madeira s'inicià als ral·lis l'any 1990 participant en la Copa SEAT Marbella portuguesa i l'any 1992 guanyà la Copa Citroën AX portuguesa. Posteriorment, l'any 1993, amb un Ford Sierra RS Cosworth, guanyà el títol nacional de la categoria del grup N.
L'any 1995 particìà al Campionat Mundial de Ral·lis de producció amb un Mitsubishi Lancer Evo II, imposant-se en quatre de les set proves del calendari i alçant-se així amb el campionat.
Posteriorment, Madeira es dedicà a participar en proves esporàdiques del Campionat Mundial de Ral·lis amb cotxes privats, sovint de Toyota o Subaru, guanyant l'any 1996 el Ral·li de Portugal. Actualment està retirat.